# 沟齿梳趾鼠
沟齿梳趾鼠（学名：Felovia vae）是啮齿目梳齿鼠科的一种，分布于西非的马里、毛里塔尼亚和塞内加尔等地，最早由法国动物学家费尔南·拉塔斯特描述。